# بي بي سي عالية الدقة
بي بي سي عالية الدقة (بالإنجليزية: BBC HD)‏ هي قناة تلفزيونية عالية الدقة HD كانت تعرضها هيئة الإذاعة البريطانية بي بي سي وتم تفعيل خدمتها كتجربة مبدئية في 15 مايو 2016 إلى أن أصبحت خدمة متكاملة في الأول من ديسمبر 2007 وقبل إغلاقها في 26 مارس 2013. وتعرض بي بي سي برامجها خلال الفترة المسائية ولا تبث إلا محتويات تم تصويرها بدقة عالية سواء كانت هذه البرامج تعرض بالتزامن مع قنوات أخرى أو برامج أخرى معادة تم تصويرها بدقة عالية.
وتعرض القناة برامج متنوعة تشتمل على حلقات جديدة من برنامج توب جير و‌دكتور هو، وهاستلر (ويسكونسن) بالإضافة إلى إعادة بعض البرامج المصورة بنظام عالي الدقة كبرنامج كوكب الأرض و‌منزل كئيب وتورشووود "Torchwood"إضافة إلى تغطية مباشرة لأحداث ضخمة مثل ذ بروم"The Proms" و‌بطولة ويمبلدون و‌مسابقة يوروفيجن للأغاني و‌كأس العالم لكرة القدم.
إلا أن هذه القناة استبدلت ببي بي سي تو عالية الدقة، ويعود السبب وراء ذلك من ناحية إلى انخفاض الميزانية الأمر الذي أثر على الشركة بأكملها.

## التاريخ

### البث التجربي
و بدأت بي بي سي عالية الدقة بوصفها محطة تجريبية في 15 مايو 2006 لإختبار التطبيق العملي وإمكانية بث برامج عالية الدقة.(HD) ويعد برنامج كوكب الأرض الذي يتحدث عن التاريخ الطبيعي وعرض في 27 مايو 2006 أولى البرامج التي صورت خصيصا بصيغة عالية الدقة. وكان من المقرر أن يستمر البث التجريبي الذي ساهمت فيه 450 شركة ومشتري لغاية يونيو 2007 إلا أنه قبل انتهاء الموعد النهائي للبث التجريبي بقليل عملت هيئة الإذاعة البريطانية الثقة اختبارا حول جودة خدمات القناة لعامة الناس لتتأكد من مدى صحة وجهة نظر البي بي سي التي تزعم بأن الخدمة لها قيمتها بين عامة الشعب، ولهذا مددت فترة البث التجريبي للخدمة عالية الدقة بدءا من تاريخ 21 مايو.وتم الإعلان عن نتائج الموافقة على المقتراحات المطروحة حول تلفزيون المحطة الرئيسة لقناة بي بي سي عالية الدقة في 19 نوفمبر للسماح عندئذ بفتح أول قناة بريطانية مجانية عالية الدقة تبث على الهواء مباشرة وتعرض برامج متنوعة لعامة الناس.

### الإفتتاح الرسمي
تم افتتاح القناة رسميا في الأول من ديسمبر 2007 بالرغم من أن طبيعة البرامج وصيغة البث لم تتغير كثيرا عن البث التجريبي
وانتشرت هذه القناة الجديدة بشكل واسع وأصبحت منصة محايدة حيث أتاح مزودي الخدمة عرض القناة مجانا على الهواء.و على حسب ماأشار به اختبار جودة الخدمة للعامة الذي أصدرته هيئة الإذاعة البريطانية الثقة فإن البث يكون خلال فترة الذروة ويستمر لتسع ساعات فقط ومخصص للبرامج عالية الدقة.وتعرض القناة أيضا برامجها من قنوات بي بي سي الأخرى.واستمرت هذه الترتيبات حتى 2010 عندما شهدت الزيادة في المحتويات عالية الدقة عدة تغيرات حيث حدد في هذا التاريخ الموعد النهائي الداخلي لإنتاج معظم المحتويات الجديدة بدقة عالية ونتيجة لذلك نفذت مساحة البث بسرعة فأطلقت قناة بي بي سي ون في 3 نوفمبر 2010 بإعتبارها بثا مستقلا عن القناة وتبث برامج متزامنه معها، وكما مددت البي بي سي عالية الدقة ساعات البحث حتى 12 ساعة يوميا. وتعمل القناة حاليا على برمجة قنوات بي بي سي الأخرى ناهيك عن بي بي سي ون 
ومنذ عام 2011 بدأت القناة تختبر عرض برامج مختارة بصيغة ثلاثية الأبعاد، وكان أولها البث المباشر لنهائي بطولة ويمبلدون 2011للرجال والسيدات وتبعها بث نهائي ستركتلي كام دانسنج المعروض في شهر ديسمبر من تلك السنة. وشهد عام 2012 أرقى المستويات الطموحة للتغطية بصيغة ثلاثية الأبعاد وذلك من خلال عرض إحتفالات الإفتتاح والختام ونهائي سباق 100 متر للرجال ضمن الألعاب الأولمبية الصيفية 2012 على شاشة البي بي سي الذي يرافقه أيضا عرض برنامج مميز يعرض يوميا بصيغة ثلاثية الأبعاد. وإضافة إلى ذلك بثت القناة أيضا نهائي بطولة ويمبلدون 2012 للرجال والسيدات، وبرنامج آخر عن التاريخ الطبيعي بعنوان كوكب الديناصورات-أعظم القتلة-في شهر أغسطس، والجزء الثاني من الليلة الأخيرة من ذبروم في 8 سبتمبر 2012، وإعداد فلم مستر ستنك في 23 ديسمبر 2012 والديناصورات القتلة ورسالة عيد الميلاد الملكية في 25 ديسمبر.

### الإغلاق
بدأت التقارير المبدئية حول إغلاق القناة بالظهور في يوليو 2011 عندما ذكرت مجلة برودكاست التي نشرت التقارير بأن بي بي سي عالية الدقة ستصبح متزامنة إلى حد كبير مع بي بي سي تو  وذلك عندما ترك دانيل ناجلر، رئيس قسم النظام عالي الدقة وثلاثي الأبعاد في بي بي سي في سبتمبر. وعلى الرغم من ثبوت عدم صحة ذلك  سببت هذه التقارير شكوكا حول مستقبل القناة بحكم أن الرئيس الجديد للقناة جانيس هادلو هو نفسه المسؤول عن بي بي سي تو. وكما وضع مستقبل القناة مرة أخرى على طاولة التحقيق بعد تقديم المراجعة الأولى لجودة خدمة البي بي سي من حيث نفقات الشركة، وقد سعت المراجعة إلى اتخاذ إجراءات تقليل التكاليف بعد التسوية الحكومية التي جمدت رسوم التراخيص، وتقليل عائدات البي بي سي وكما رأت بأن الشركة أخذت مسؤولية إضافية في تمويل بعض الخدمات. ووصت المراجعة ضرورة غلق بي بي سي عالية الدقة واستبدالها ببث متزامن من بي بي سي 2 . واعتمدت بي بي سي الثقة هذه الإقتراحات في مايو 2012 وبذلك انطلقت بي بي سي 2 عالية الدقة في 26 مارس 2013 التي حلت محل بي بي سي عالية الدقة.

## البث

### الإتاحة

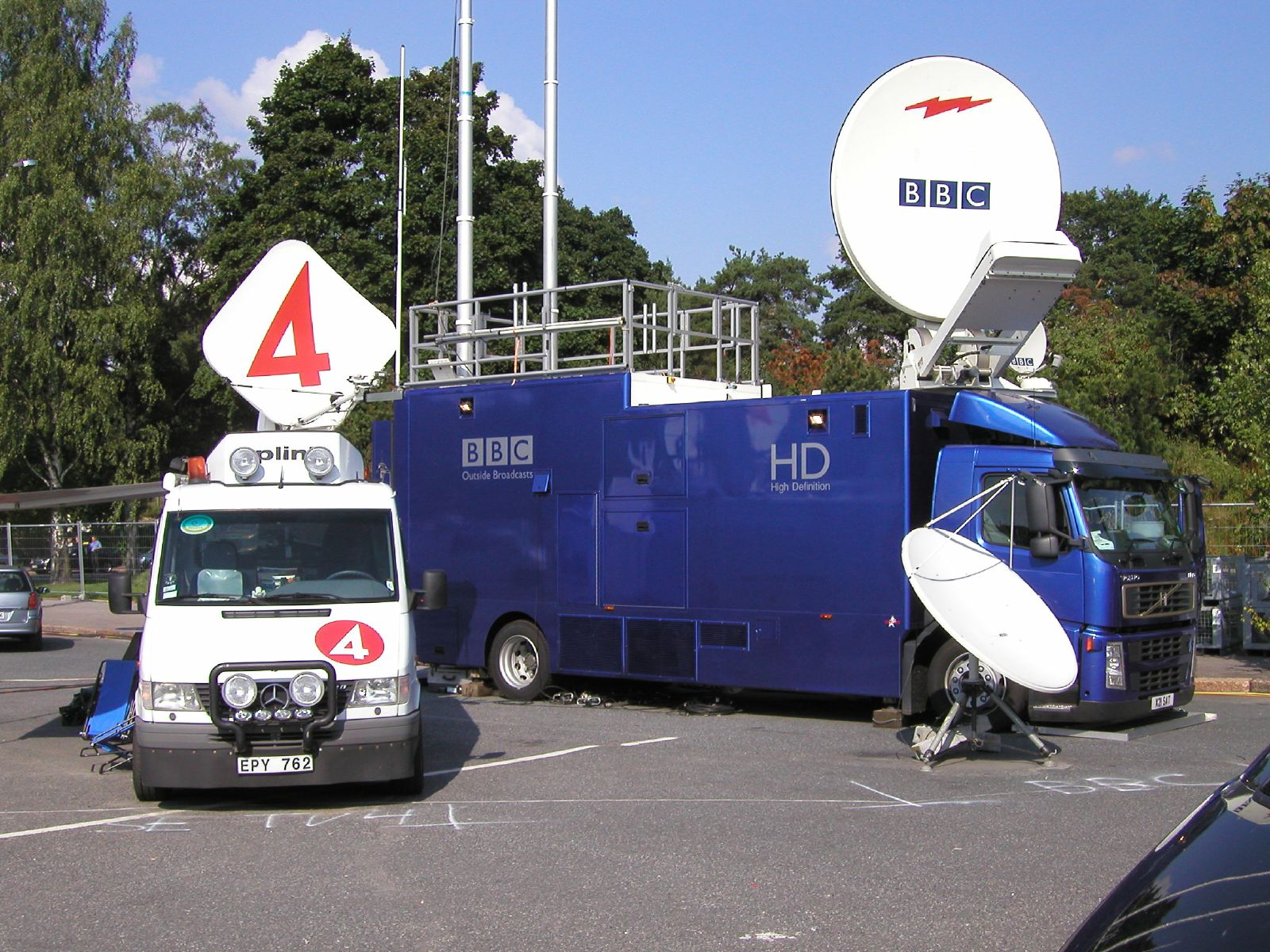
بي بي سي عالية الدقة أثناء البث لبطولة العالم لرفع الأثقال 2005 المقامة في العاصمة هلسنكي

في وقت الإنطلاق الرسمي للقناة كانت بي بي سي عالية الدقة متاحة على مستوى العالم في جميع القنوات التي تبث بصيغة عالية الدقة مثل محطة فري تو اير (Free-to-air).وكان بإمكان المشاهدين عبر القمر الصناعي مشاهدة القناة على الفري سات أو سكاي التي تستقبل إشاراتها من القمر الصناعي أسترا ن 1.كما كانت القناة متاحة أيضا لمستخدمي التلفزيون الكبلي عبر باقة فرجن ميديا الرئيسة.ويتم نقل الخدمة أيضا عبر التلفزة الرقمية الأرضية في لندن من كرستال بالاس لغاية مايو 2007 باعتباره جزءا من البث التجريبي للقناة إلى أن أصبح بالتدريج متاحا على نطاق الدولة منطقة منطقة بدء من 2 ديسمبر 2009. وتم تمديد الخدمة لتشمل جمهورية أيرلندا بناقل القناة عبر خدمة يو بي سي أيرلندا الرقمية اتش دي من 5 أغسطس 2009  وعبر منصة سكاي أيرلندا من 27 إبريل 2010.

### المواصفات الفنية
وتم بث برامج القناة بدقة شاشة 1440 في H80i التي على الرغم من أنها أقل من الدقة المعتادة 1920 في 1080 المستخدمة في البث بالصيغة عالية الدقة إلا أنها كانت مقبولة في إتحاد البث الأوروبي التي كانت البي بي سي عضوة فيه. ولكن بعد سنوات من ضغط البلوغرس والخبراء الفنيين على حد سواء (بحاجة لمصدر) قررت البي بي سي أخيرا تغيير دقة الشاشة إلى دقة 1920 لجميع أنواع البث وليس فقط عند البث ثلاثي الأبعاد.وتم ترميز القناة على أتش 264 الذي يعادل إم بي إي جي 4، إي في سي للقمر الصناعي والبث الأرضي بينما تم ترميزها على إم بي إي جي 2 لكابل الإرسال. ومع مرور الوقت تم عمل بعض التغيرات المتعلقة في طريقة القناة في البث والإستقبال.وبعد انطلاق بي بي سي 1 عالية الدقة في 3 نوفمبر 2010 أصبحت كلا القناتين الجديدة وبي بي سي عالية الدقة متعددات الإرسال على موجات القمر الصناعي. وفي 6 يونيو 2011 تمت ترقية مستقبل القمر الصناعي الناقل لبي بي سي 1 عالية الدقة وبي بي سي عالية الدقة إلى دي في بي إس 2 . إضافة إلى التغيرات على القمر الصناعي، تم عمل بعض التتغيرات في مارس 2011 للتشفيرات المجانية عالية الدقة لتتغير تلقائيا بين H80i على عرض 50 في الثانية إلى 1080 بكسل على عرض 25 في الثانية معتمدا على تركيب الجي ِأو بي للبرنامج. ولكن لسوء الحظ لم تتمكن بعض المستقبلات من التحكم جيدا في الإنتقالات بين هذين النموذجين مما سبب في تشوش الصوت والصورة.

#### انخفاض معدل البتات 2009-2010
في 5 أغسطس 2009استبدلت مفاتيح تشفير البث على القمر الصناعي أسترا ثنائي الأبعاد بمعدلات ترميز جديدة.وكأحد نتائج هذا التغيير، حدث انخفاض في معدل البتات من 16 إلى 9.7 ميجابايت في الثانية الأمر الذي أدى إلى استقبال سلسلة ضخمة من الشكاوى على البي بي سي. وتكمن المشكلة وراء ذلك في منصات البث على طبق القمر الصناعي حيث شفر المزودون بأنفسهم نسخ الكيبل على معدل ترميز لا يزيد عن 17 ميجابايت في الثانية في حين تراوح معدل بتات النسخة الأرضية متعددة الإرسال والتي تم إنشاءها مؤخرا بين 3 ميجابايت و 17 ميجابايت. وسلسلة أخرى من من موجات الغضب ترى بأن معدل بتات القمر الصناعي الجديد أقل من المعدل الذي أقر عليه اتحاد البث الأوروبي الإي بي يو والذي تعد بي بي سي عضوة فيه.وجميع ماسبق يجمع على معدل بتات يصل إلى 12 ميجابايت على الأقل ولكن حسبما صرحت آندي كويستد مديرة هندسة التقنيات في البي بي سي بأن التقنية الحديثة تعطي مخرجات معتمدة ثابتة تتراوح بين 8 إلى 10 ميجابايت والتي ستصبح قريبا ضمن متطلبات تطور التكنلوجيا.
وفي غضون أربعة أشهر من التغيير وبالتحديد في منتصف ديسمبر وصل عدد الشكاوى على البي بي سي بهذا الخصوص إلى 130 شكوى، نقلت إحداها مباشرة إلى هيئة الإذاعة البريطانية الثقة. وخلال هذه الفترة أيضا أضيفت عريضة بتاريخ 10 ديسمبر 2009 على الموقع الإلكتروني الرسمي لشارع داوننغ 10 والتي رفعت بعد ذلك إلى رئيس الوزراء جوردون براون ليقوم بالإجراءات اللازمة التي تفرض على البي بي سي الإلتزام بمعايير الإي بي يو. وأثارت هذا العريضة غضبا بعد ثبات موقف القائمون على البي بي سي من عدم وجود أي مشكلة تتعلق في معدل البتات.إضافة إلى ذلك فإن المنشور الذي أجراه المستفيدون والذي نشر في ديسمبر 2009 لم يظهر أي إنخفاض ملحوظ في جودة الصورة على قناة بي بي سي عالية الدقة مشيرا إلى أن الفرق في جودة الصورة بين بث بي بي سي الجديدة والقديمة على أنه «طفيف». وفي الوقت نفسه استمر البث عبر الإصدار الدولي لبي بي سي عالية الدقة عبر القمر الصناعي في معدل بتات أعلى ودقة شاشة أكثر وضوحا. وبعد سنه وبالتحديد في 30 إبريل 2010 إلتقى مجموعة من المشاهدين الذين سبق وقدمو شكوى على القناة، مع آندي كوستد ودانييل ناجلر ليناقشو عدم قدرة البي بي سي عالية الدقة من تقديم خدمة تقنية ذات جودة عالية جدا للمشاهدين عن طريق الإلتزام بمعايير الصناعة في دقة الصورة أو الطموح لتقديم ماهو أفضل من هذه المعايير.وشارك الزوار في اختباراتحاد اتصالات الراديو-500 الآي تي يو لتقييم مدى جودة مفاتيح الشفرات القديمة والجديدة المسؤولة عن جودة الصورة، وأوضحت النتائج بأن المشفر الجديد الذي يحمل معدل بتات قليل ليس فقط كجودة المشفر القديم وإنما أفضل منه بكثير.وتم إيجاد حل لهذه المشكلة في 3 يونيو 2010 عندما قدمت البي بي سي معدل بتات متنوع وأصلحت المشاكل السابقة المتعلقة بتداخل الصور وتشوشها واضطرابها. فقد أتاح ترميز معدل بتات متنوع محافظة القناة على نفس معدل عرض النطاق الترددي بينما تتطلب بعض المشاهد كالحركات السريعة معدل بتات أكبر.وعلى نفس الوتيرة، عالجت الإصلاحات في التشويش والتداخل المشاكل المتعلقة بتغير المشاهد بينما يعني التغيير في تركيبة الفيديوهات المشوشة أن البي بي سي لم تعد تحتاج لتقليل تقنيات الإضطراب التي غالبا ما تقلل من جودة الصورة بشكل كلي.و قد رحبت الحملات بهذه التغييرات.

#### البث ثلاثي الأبعاد
دائما مايصاحب عرض برامج أو أحداث بصيغة ثلاثية الأبعاد بعض التغيرات التقنية على قناة بي بي سي.فعند بث بي بي سي العرض الأول لنهائي بطولة ويمبلدن في 2011  صاحبه تغير في دقة الشاشة المعتاده من 1440 في 1080 إلى 1920 في 1080 في الفترة بين 13 يونيو و 6يوليو. وحدث الشيء نفسه في 2011 عند عرض نهائي ستركتلي كم دانسنج (Strictly Come Dancing)  حيث تغيرت الدقة خلال الفترة من 8 ديسمبر 2011 و5 يناير 2012.أيضا حدثت زيادة في الدقة وصلت إلى 1920 أفقي في 30 مايو 2012 وذلك كجزء من التحضيرات المبدئية للبث بصيغة ثلاثية الأبعاد في 2012.

### العرض
ويستمر بث قناة بي بي سي عالية الدقة بمتوسط 12 ساعة في اليوم كحد أقصى وتبدأ عادة بعرض برامجها في منتصف النهار ويسمح لها يتمديد هذه الفترة في حالة تغطية الأحداث الرياضية المهمة فقط.وعند انقطاع البث تعرض القناة سلسلة متتابعة من المقاطع تعرف ببي بي سي بريفيو عالية الدقة والتي تعد سلسلة ممتدة ومقاطع مأخوذة من برامج ستعرض قريبا على القناة مع فاصل إعلاني للقناة يفصل بينها.والجدير بالذكر أن القناة تعرض كل ساعة إشارة تشفير (Test Card) تحت اسم تيست كارد إكس (Test Card X) مع إشارة أخرى للتحكم فالصوت بلتس (BLITS) التي تتيح للمستخدمين اختبار جودة الصورة وتعديل موقعها جودة الأصوات المحيطة على حد سواء. وفي الوقت نفسه كانت تبث أيضا رسوم توضيحية في كل ساعة حول التحكم بالتزامن السمعي والبصري. وتفرد عرض قناة بي بي سي عالية الدقة عن القنوات الأخوات الأخرى واستخدم أسلوبه الخاص في عرض الإعلان التعريفي للقناة وشريط دعاية لبرامج قادمة.وكان الإعلان التعريفي في الأصل عبارة عن ألماسة تسقط فالخلف في جدول من الماء قبل أن تتفجر إلى مجموعة من قطع الألماس وقبل أن تعود إلى حيث كانت بخلفية مضائة فوق الإعلان. واستخدم هذا الإعلان التعريفي لغاية 2009 عندما تم تغيير النمط ليظهر في الوهلة الأولى بمرأى اعتيادي ثم يصبح استثنائي بمجرد النظر إلى الألماسة المتحركة بشكل دائري. ومثال على ذلك إعلان القطة التي تطارد مجموعة من الحمام والتي ما تراها من الألماسة حتى تظهر أسدا. وتستخدم مقاطع البرامج وشرائح الصور شكل الألماسة ذات الخلفية المضيئة بشكل أساسي بينما استخدمت في الإصدارات الأخرى في 2009 ألوان مشرقة ونصوص مستلهمة من الإعلانات التعريفية مثال على ذلك السجادة المستخدمة في النزهة من إعلان القطة.

## إعداد البرامج
جميع برامج القناة المتنوعة مستمدة من قنوات البي بي سي الأخرى ولا تعرض القناة إلا محتويات ذات صيغة عالية الجودة ولا تطور أي برامج من الصيغة العادية ليتم استعمالها في القناة على عكس خدمات بث بي بي سي ون وتو عالية الدقة.وكل برنامج قد يحتوي كحد أقصى 25 بالمائة من المحتويات بصيغة غير عالية الدقة المحولة من بطاقة الذاكرة مثلا المحتويات الإرشيفية المخزنة في المستندات.ولا تعتبر البي بي سي بعض التسجيلات المصورة بصيغة عالية الدقة مثل الإتش دي في (HDV) وبعض صيغ الأفلام مثل 16 مم على أنها اتش دي. ولأن عددا كبيرا من برامج بي بي سي العملاقة تم إنتاجها بصيغة عالية الدقة مباشرة بعد إنطلاق القناة تم بث العديد من هذه البرامج على المحطة في الوقت نفسه.

### الأحداث الحية
بثت القناة عددا من الأحداث الحية والمهمة بجودة عالية الدقة. وشملت الأحداث الرياضية بطولة ويمبلدون لكرة التنس
، وحفل الإفتتاح الأسترالي وحفل الإفتتاح الفرنسي منذ عام 2009، وكأس العالم لكرة القدمفي 2006 و 2009، وبطولة أمم أوروبا لكرة القدم 2008و بطولة الولايات المتحدة لزعيم الجولف (US Masters Golf)وبطولة الجولف المفتوحة والبطولة الدولية لكرة القدم في إنجلترا، والأحداث بدء من وكأس الاتحاد الإنجليزي لكرة القدموصولا إلىوبطولة الأمم الستة لرياضة الرغبي.وكما بثت القناة أيضااالألعاب الأولمبية الصيفية 2008 ودورة الألعاب البارالمبية الصيفية 2008 والألعاب الأولمبية الشتوية 2010والألعاب الأولمبية الصيفية 2012.ولهذه الأخيرة، بثت القناة تغطية بي بي سي ثري (بي بي سي ثري) للأولمبياد وعرضت بعض محتويات بي بي سي تو (BBC Two)بصيغة عالية الدقة وفي وقت متأخر من الليل وذلك في إطار الوقت المسموح به.وعبر القائمون على بي بي سي الرياضية عن أملهم على تقديم جميع مخرجات القناة بصيغة عالية الدقة وذلك بحلول عام 2012 وذلك بالنظر إلى إمكانية البث في أنحاء العالم والأستوديوهات المخطط إنشاءهاأو أعمال التجديد القائمة في لندن وماشستر للتطوير في بث البرامج بصيغة عالية الدقة. وتشمل البرامج غير الرياضية المعروضة على القناة، برنامج ذا برومس (The Proms)،ومسابقة الأغنية الأوروبية2011،2010،2009،2008،2007 ويوم القسم الرئاسيو انتخابات المملكة المتحدة لعام 2010.

## وصلات خارجية
- الموقع الإلكتروني الرسمي http://www.bbc.co.uk/bbchd/
- الموقع الإلكتروني أثناء البث التجريبي
- الموقع الإلكتروني أثناء البث الرسمي
- الموقع الإلكتروني قبل الإغلاق